# Cantonul Narbonne-Sud
Cantonul Narbonne-Sud este un canton din arondismentul Narbonne, departamentul Aude, regiunea Languedoc-Roussillon, Franța.

## Comune
- Bages
- Narbonne (parțial, reședință)